# Mazagão Velho
Mazagão Velho é um distrito do município brasileiro de Mazagão, no estado do Amapá. Segundo o censo demográfico de 2022, realizado pelo Instituto Brasileiro de Geografia e Estatística (IBGE), sua população era de 8 751 habitantes e havia 2 017 domicílios particulares permanentes ocupados. Foi criado antes de 1960.
De acordo com o IBGE, em 2010 a população era de 7 598 habitantes e havia 2 157 domicílios particulares.